# Chushi Gangdruk
Le Chushi Gangdruk (écrit Chushi Gangdrug en français) (tibétain ཆུ་བཞི་སྒང་དྲུག་, Wylie : chu bzhi sgang drug, lit. « quatre rivières, six montagnes »), était une organisation de résistance et de guérilla tibetaine, qui tenta de renverser la domination de la république populaire de Chine (RPC) au Tibet à partir des années 1950.
La résistance tibétaine a regroupé jusqu'à 80 000 combattants, sous la direction de Gompo Tashi. Implanté dans l'Est du pays, l'Armée nationale volontaire de défense (ANVD, tibétain : Tensung Danglang Magar) organisait des opérations de guérilla sur les routes du Kham et de l'Amdo. Un autre mouvement armé, issu des rangs de l'ANVD, se développa au sud de Lhassa, dans le Lhoka, et prit le nom de Chushi Gangdruk ou « quatre rivières, six montagnes ».
Le Chushi Gangdruk est aujourd'hui une association qui soutient notamment les anciens résistants tibétains survivants en Inde.

## Histoire

### Origines de la résistance tibétaine

#### La révolte des Khampas

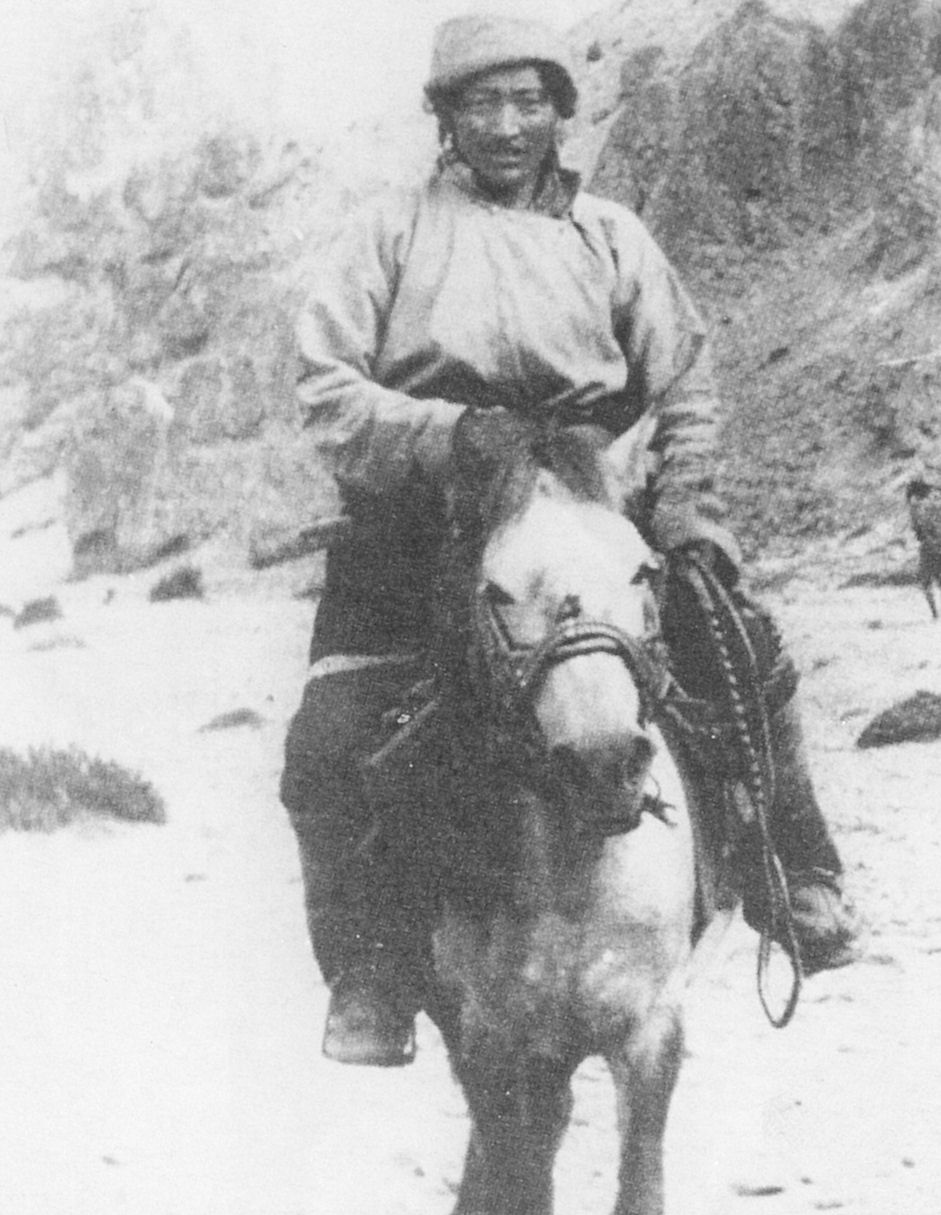
Photo d'un cavalier khampa rebelle en 1958 au Tibet.

C'est une initiative chinoise particulièrement malhabile, selon Pierre-Antoine Donnet, qui fut à l'origine de la révolte des Khampas.
À la suite de la collectivisation des terres annoncée dès 1953 touchant les grands propriétaires terriens dont l'ancienne hiérarchie, les paysans et particulièrement les monastères, en violation du point 7 de l'accord en 17 points.  En hiver 1955-1956, un premier soulèvement se produit dans la région de Chamdo : les tensions se transforment en violence quand les Khampas attaquent et tuent des officiels chinois.
Dès 1955, l’Armée populaire de libération reçut l'ordre de désarmer les Khampas et de vider les monastères de leurs arsenaux. Pour les cadres communistes les plus zélès, il s'agissait de détruire la religion au Kham, et des thamzing tristement célèbres furent organisés. La conséquence en fut l'union des peuplades du Kham et de l'Amdo contre l'armée chinoise.
En 1955, Juchen Thupten Namgyal rejoignit la résistance tibétaine et a combattu l'Armée populaire de libération entrée au Tibet. Il se rendit à deux reprises à Lhassa en tant que représentant de la résistance tibétaine pour informer les autorités tibétaines des brutalités exercées par les autorités chinoises dans le Kham et demander une aide militaire. Son second voyage à Lhassa en 1956 coïncida avec la première conférence du Comité préparatoire à l'établissement de la région autonome du Tibet lors de laquelle il accusa les Chinois de brutalités inhumaines dans le Kham et demanda l'arrêt de l'agression militaire.
Dès janvier 1956, Pékin décide réprimer la rébellion : 14 divisions comprenant plus de 150 000 soldats sont envoyés dans le Kham. L'aviation chinoise lance des bombardements avec des Iliouchine Il-28 fournis par l'URSS des résistants  et des monastères dont celui de Lithang.
Selon  Roger E. McCarthy, en été 1956, six mois après l’éruption de combats au Tibet oriental, le général Wang Jimei (Wang Qimei (王其梅, 27 décembre 1914—15 août 1967) convoqua les Khampas pour leur demander d’accepter les « réformes démocratiques ». Les récalcitrants aux réformes furent à nouveau convoqués au Jomdha Dzong (ou Jomdho Dzong) aussi appelé le dzong de la femelle du dragon, situé à environ 65 km  à l’est de Chamdo. Le fort fut alors encerclé par 5 000 soldats de l’Armée populaire de libération, et les récalcitrants furent maintenus prisonniers et pressés de voter pour les réformes durant 15 jours, ce qu’ils acceptèrent finalement. Cependant, la garde s’étant relâchée, les 210 hommes s’enfuirent à la faveur de la nuit. Ainsi, se forma un foyer de résistance dans cette région, la Chine ayant transformé sans le vouloir ces Khampas récalcitrants en hors la loi totalement opposés à l’envahisseur.
En janvier 1958, Gompo Tashi Andrugtsang organisa une rencontre entre Phala Thupten Woenden, alors Chikyap Khènpo (grand chambellan ou Premier ministre religieux), et 2 Khampas de la résistance tibétaine qui lui demandèrent l'aide du gouvernement tibétain. Phala leur répondit que ce n'était pas possible pour plusieurs raisons. D'une part, concernant le Kashag, il souligna la division des ministres sur les actions à suivre et le risque de fuite aux autorités chinoises, d'autre part le 14e dalaï-lama était opposé à la résistance armée contre l'armée d'occupation. Pour lui, les atrocités chinoises au Kham et en Amdo risquaient de se produire dans l'ensemble du Tibet en cas de combat. Aussi, Phala ne donna pas suite à la demande des résistants tibétains.

#### Un militaire chinois change de camp
En avril 1958, Cheng Ho-ching (1923-1987), officier chinois commandant les 12 000 soldats des bataillons d'artilleurs en poste à Lhassa, déserte et rejoint le Chushi Gangdruk, prenant le nom de Lobsang Tashi.

### L'Armée nationale volontaire de défense et le Chushi Gangdruk

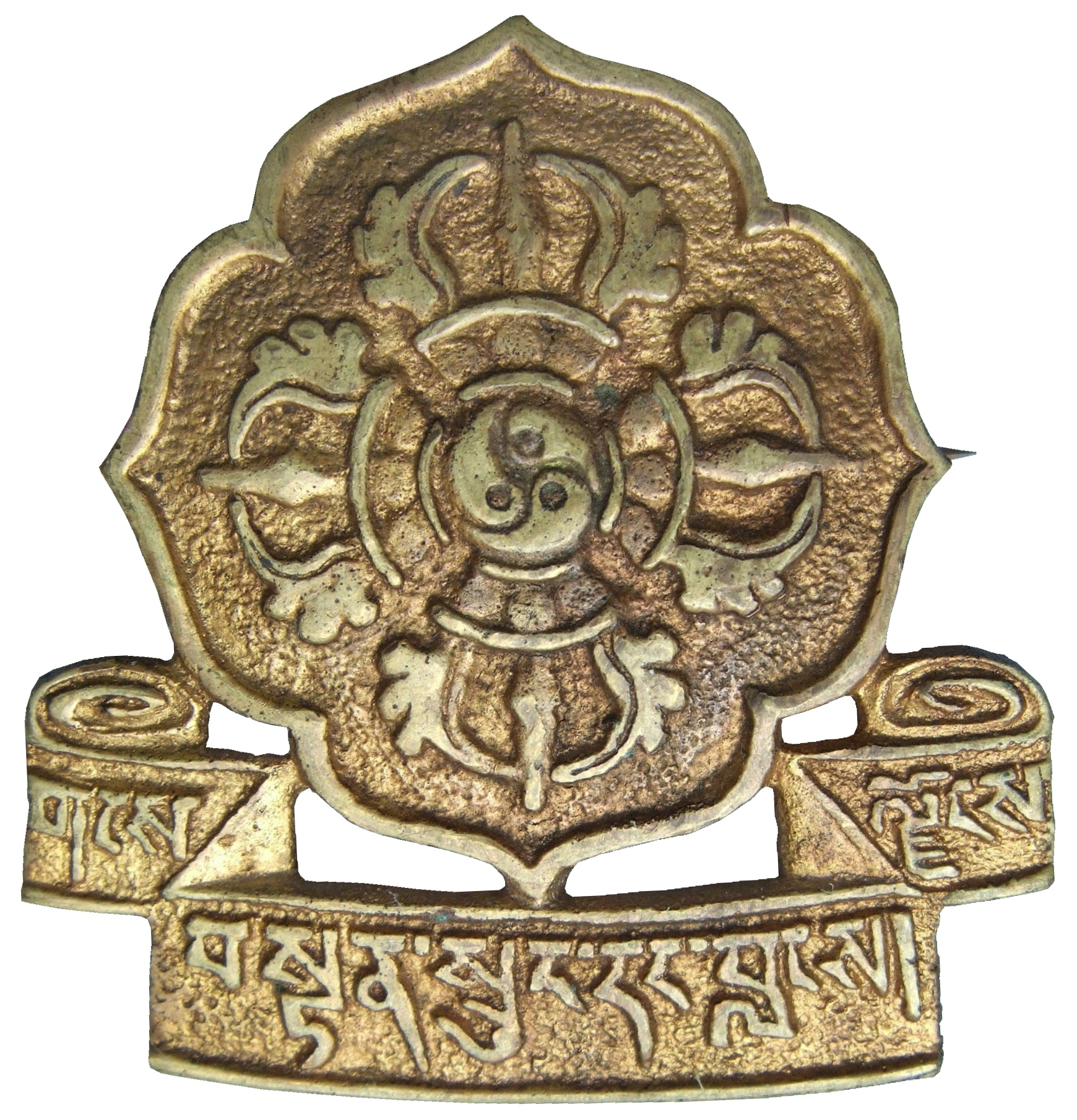
Insigne des « Défenseurs volontaires tibétains de la foi ». L'inscription en tibétain est gangs ljongs bstan srung dang blangs.

La formation de l'Armée nationale volontaire de défense (ANVD) du Chushi Gangdruk, fut annoncée le 16 juin 1958. « Chushi Gangdruk » est une phrase tibétaine signifiant « le pays des quatre rivières et des six montagnes », et se réfère au Kham. Ce mouvement de la résistance tibétaine regroupa environ 80 000 combattants.
Le groupe rassemblait des Tibétains du Kham et de l’Amdo, des régions du Tibet, et son objectif principal était de conduire les forces d’occupation de la RPC hors du Tibet. 
Dans les premiers mois de 1959, la Central Intelligence Agency des États-Unis décida de fournir pour la première fois des armes aux forces de la guérilla au Tibet. Ce premier envoi, qui fut aussi le dernier, comportait 100 fusils britanniques, une vingtaine de mitraillettes, 60 grenades à main, 2 mortiers de 55 mm et 300 cartouches par fusils, de même que, après 1959, des formations aux membres de Chushi Gangdruk. Le Chushi Gangdruk reçut aussi l'aide du gouvernement de la république de Chine à Taïwan, présidée par Tchang Kaï-chek. Le « commandant en chef » de l'organisation était Gompo Tashi Andrugtsang.
Selon le Groupe d'information internationale sur le Tibet, l'ANVD et le Chushi Gangdruk furent à l'origine du soulèvement de Lhassa en mars 1959, durant lequel leur action fut relayée par la population de la capitale tibétaine. Après l'écrasement de la rébellion par les forces chinoises, le Chushi Gangdruk rendit officiellement les armes, à la demande du dalaï-lama. Mais l'ANVD continua le combat
Le journaliste John B. Roberts II affirme que pour la fuite du dalaï-lama, des combattants du Chushi Gangdruk, formés par la Central Intelligence Agency (CIA), furent déployés en des points stratégiques depuis Lhassa jusqu'en Inde et à la traversée de l'Himalaya pour empêcher toute poursuite par les Chinois, en bloquant les cols importants sur cet itinéraire et en les défendant aussi longtemps que possible, le temps pour le dalaï-lama et son entourage de poursuivre leur chemin à dos de cheval et de se mettre à l’abri,.
Dans son autobiographie, Gompo Andrugtsang, le chef du mouvement de résistance Chushi Gangdruk, cite la lettre que le dalaï-lama lui envoya fin mars début avril 1959, depuis le Dzong de Lhuntsé, pour lui annoncer sa nomination en tant que général et l'encourager à poursuivre la lutte : « Vous avez mené les forces du Chushi Gandrug avec une détermination inébranlable afin de résister à l'armée d'occupation chinoise dans la défense de la grande cause nationale de la liberté du Tibet. Je vous confère le rang de 'DZASAK' (le grade militaire le plus élevé, équivalent à Général) en reconnaissance des services que vous avez rendus au pays. La situation actuelle exige de poursuivre, avec la même détermination et le même courage, votre lutte pleine de bravoure » .

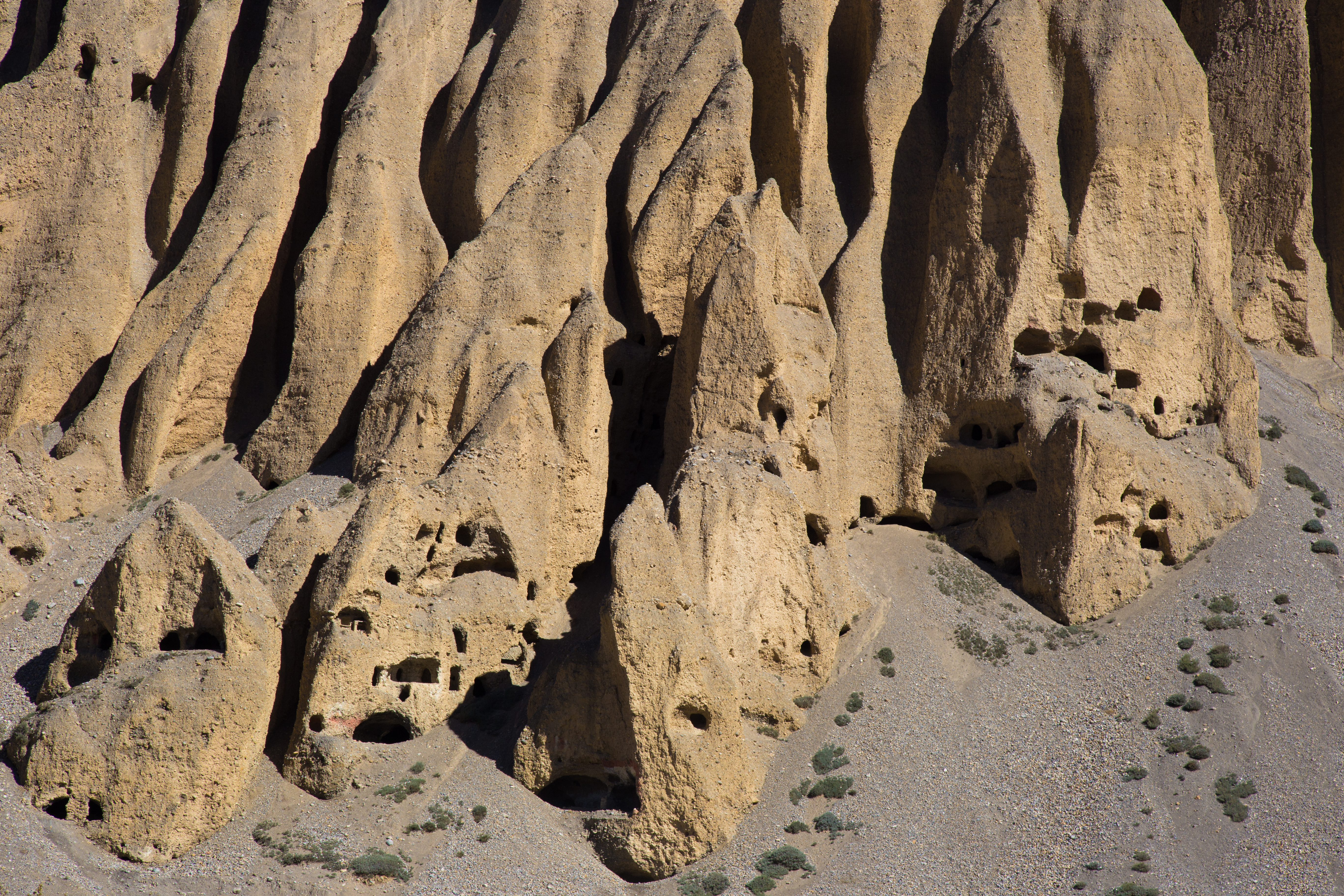
Ces grottes facilement accessibles, entre Chhusang et Tetang dans les gorges de Narshing Khola, ont connu un bref renouveau pendant le mouvement de résistance tibétain des années 1960 et 1970, lorsqu'une femme entreprenante de Chhusang a occupé l'une d'elles comme taverne pour les clients de la guérilla. Mais le mouvement s'est dissous en 1973 et les grottes sont revenues à leur ancien silence.

À partir de 1960, la CIA lance une nouvelle opération dans Mustang, une région au nord du
Népal, s'avançant sur le Tibet. Près de 2 000 Tibétains s'y sont réunis pour poursuivre leur combat pour la liberté. Un an plus tard, la CIA largue ses premières armes au Mustang. Sur le modèle d'une armée moderne, la guérilla est dirigée par Bapa Yeshe, un ancien moine. Les guérilleros tibétains mènent des raids transfrontaliers au Tibet. La CIA fait deux autres largages d'armes, le dernier en mai 1965. Début de 1969, les soutiens furent brutalement coupé, la CIA expliquant que l'une des principales conditions des Chinois pour établir des relations diplomatiques avec les États-Unis est de cesser toute assistance aux Tibétains. En 1974, sous la pression de la Chine, le gouvernement népalais envoie des troupes au Mustang pour exiger la reddition des guérilleros. Craignant un affrontement sanglante, le dalaï-lama fait parvenir un message enregistré aux résistants, leur demandant de se rendre. Ils l'ont fait, à contrecœur.

## Personnalités de la résistance

### Chushi Gangdruk
- Gompo Tashi Andrugtsang, leader.
- Lobsang Nyendak Sadutshang, leader.
- Ratuk Ngawang (1926-2016), commandant.
- Shangri Lhagyal
- Drawu Rinchen Tsering (1931-) membre fondateur dans le Kham.
- Wangdu Gyato-tsang (1930-1974), général.
- Chime Namgyal (1941-), membre.
- Tsering Gyaltong
- Kunga Samten Dewatshang
- Lithang Athar Norbu
- Gungthang Tsultrim
- Namgyal Wangdu
- Jampa Kalden Aukatsang

### Autre
- Ani Patchen ou Ani Pachen (tibétain : ཨ་ནེ་དཔའ་ཆེན།, Wylie : A-ne Dpa'-chen) (1933-2002)  était une nonne de l’école du bouddhisme tibétain qui a mené une petite armée de la  résistance tibétaine dans le Kham contre les envahisseurs chinois. Elle a été capturée en 1959 et a passé 21 années en prison.

## À voir